# السياحة في جنوب السودان
جنوب السودان، دولة تقع في شمال شرق إفريقيا، أصبحت دولة مستقلة في عام 2011. يوجد في جنوب السودان ثاني أكبر هجرة للحيوانات في العالم، وبالتالي يعتبر مكانًا جيدًا للسياحة البيئية، لكن الافتقار إلى البنية التحتية للسياحة والحرب الأهلية 2013-2020 تعتبر من التحديات التي تواجه صناعة السياحة في جنوب السودان.

## صناعة
تشكل صناعة السياحة حصة صغيرة من الناتج المحلي الإجمالي لجنوب السودان، حيث بلغت 1.8% فقط اعتبارًا من عام 2013. وبحسب تقرير صادر عن مجلس السفر والسياحة العالمي، من المتوقع أن ينمو مساهمة السفر والسياحة في الناتج المحلي الإجمالي إلى 4.1% بحلول عام 2024. شهد مطار جوبا الدولي، أكبر مطار في جنوب السودان، توسعاً من عدم وجود أي شركة طيران دولية تعمل فيه في عام 2005 إلى 32 شركة طيران دولية تعمل فيه في عام 2015. لا يوجد في جنوب السودان أي فنادق خمس نجوم. البلاد لديها فقط فنادق ذات نجمتين أو ثلاث نجوم.

## أنظر أيضًا
- ثقافة جنوب السودان